# Polazzo
Polazzo (Polàs in friulano e in dialetto bisiaco, Polač in sloveno) è una frazione del comune di Fogliano Redipuglia, in provincia di Gorizia, nella regione Friuli-Venezia Giulia. Si trova tra Fogliano e Redipuglia, le altre due località che compongono il suddetto comune. Fa parte della regione geografica nota come Bisiacaria.
L'abitato è costituito da un gruppo di case addossate al vicino Carso e da case e costruzioni commerciali lungo la strada regionale 305. Vi si trova un vecchio cimitero militare austro-ungarico, che ospita le salme di soldati caduti durante la prima guerra mondiale. Tra l'abitato e la SR 305 vi è un po' di campagna coltivata.

## Popolazione
Secondo i dati forniti dall'ufficio anagrafe del comune di Fogliano-Redipuglia, al 31/12/2008 631 persone (334 femmine e 297 maschi) vivono nella frazione di Polazzo.